# Подвійний Леон
«Подвійний Леон» (або «Подвійний Леон. Іsтоrія хвороби»)  — роман українського письменника Юрка Іздрика; що вийшов 2000 року у видавництві «Лілея-НВ».
|               | Я не повинен був писати цієї книги. Мені просто не потрібно було писати цієї книги. Мені в жодному разі не можна було її писати. Але я сяк-так протримався лише чотири роки. Один рік і кілька місяців, якщо говорити відверто. Однак весь цей час я носив її в собі — банальність неймовірна. Та вагітна голова гірша за неплідне лоно. Весь цей час, — коли вже послуговуватися гінекологічними аналогіями, — тривали затяжні пологи, а на кесарів розтин мозку я не погодився. Шкода, звичайно, що немовля виявилося мертвонародженим. Ця книга жила, поки не виявилася записаною. Тепер — це чергова маленька стосторінкова труна, яку доведеться, мабуть, разом із іншим мотлохом таргати на спині аж до Судного Дня. Сподіваюся, безкоштовний громадський адвокат, якщо й не виявиться фахівцем, то принаймні спроможеться на просте людське співчуття, навіть, коли воно не матиме жодного юриспрудентського обґрунтування. Приємних сновидінь. |
| — Юрко Іздрик | |

| книги | Це незавершена стаття про книгу. Ви можете допомогти проєкту, виправивши або дописавши її. |